# Ciudadanos Comprometidos
Ciudadanos Comprometidos (en catalán: Ciutadans Compromesos) es una plataforma política parroquial andorrana creada en 2011 para las elecciones comunales de La Massana, una de las siete parroquias que integran el Principado de Andorra. 
Obtuvo casi el 50% del escrutinio, entre las 3 opciones que se presentaban a las elecciones comunales del diciembre de 2011, y se llevó 9 de los 12 consejeros. La plataforma política está presidida y encabezada por David Baró Riba, actualmente Cónsul mayor de la Massana, y que había sido durante 4 años Consejero mayor y consejero de Turismo y Comercio al de La Massana.
A principios de 2019, la agrupación política decidió dar el salto a la política nacional, presentando su candidatura a las elecciones generales del 7 de abril, obteniendo dos escaños en el parlamento nacional andorrano y formando parte de la coalición de gobierno liderada por los Demócratas por Andorra.
En las elecciones comunales de diciembre de 2019, la coalición que conformaban Ciudadanos Comprometidos junto a Demócratas y Liberales revalidó su mandato en La Massana.

## Resultados electorales

### Consejo General de Andorra
El partido solo se ha presentado por La Massana.
| Elecciones | Votos | %     | Escaños | Posición | Candidato           | Gobierno |
| 2019       | 1136  | 6,68  | 2/28    | 5.º      | David Baró Riba     | Mayoría  |
| 2023       | 6262  | 32,66 | 2/28    | 5.º      | Xavier Espot Zamora | Mayoría  |

### Elecciones Comunales
El partido solo se ha presentado por La Massana.
| Elecciones | Votos | %     | Escaños nacionales | La Massana | La Massana | Notas                                  |
| Elecciones | Votos | %     | Escaños nacionales | Escaños    | Posición   | Notas                                  |
| 2011       | 779   | 48    | 9/80               | 9/12       | 1.º        |                                        |
| 2015       | 1330  | 77,55 | 11/80              | 11/12      | 1.º        |                                        |
| 2019       | 912   | 100   | 12/80              | 12/12      | 1.º        | En coalición con los partidos DA y L'A |